# ヘルシンキ地下鉄M300系電車
ヘルシンキ地下鉄M300系電車（ヘルシンキちかてつM300けいでんしゃ）は、ヘルシンキ地下鉄の電車。

## 概要
2度目の路線延長の際に必要な車両数を満たすため、2015年から2016年までに20編成が製造された。
外観は赤塗装・ブラックフェイスとされ、車両の製造を行ったCAFのロゴマークが付けられている。
車内はセミクロスシートで、Wi-Fiが設置されている。ヘルシンキ地下鉄初の自動運転機能を備えており、回送時を除き無人運転を行っている。そのほか、様々な最新技術も盛り込まれた。
VVVF制御装置はCAF製、主電動機はTraktionssysteme Austria製の全閉自己通風式・かご形三相誘導電動機である。
編成は、3M1Tの4両編成を構成する。